# Maryam Rayed
Maryam Rayed es una defensora afgana de los derechos humanos, conocida por sus contribuciones a la paz, la libertad y la igualdad, con especial atención a la capacitación de las mujeres y los jóvenes en Afganistán. Su defensa se basa en su experiencia durante el primer gobierno talibán en Afganistán, que ha influido en su compromiso con la paz y la seguridad teniendo en cuenta las cuestiones de género.

## Trayectoria
Nacida y criada en Afganistán, Rayed cursó sus estudios universitarios en la Universidad de Kabul, donde se licenció en Sociología y Filosofía. Posteriormente obtuvo un máster en Estudios de Género y de la Mujer en la misma institución. Como becaria Fulbright, amplió su formación en la Universidad de Georgetown (EE. UU.), especializándose en Gobernanza y Democracia. Sus estudios se centraron en la creación de instituciones, la asistencia a la gobernanza y el análisis de la fragilidad institucional, los conflictos y la resiliencia de las comunidades. La experiencia académica de Rayed incluye la participación en el programa Erasmus Plus, con estudios en Polonia y Alemania. Domina el farsi/dari y el pastún, y tiene conocimientos prácticos de árabe y urdu.
Rayed ha sido subdirectora de Relaciones Exteriores y Derechos Humanos del Ministerio  para la Paz de Afganistán, donde trabajó en la incorporación de los derechos de la mujer a los diálogos sobre paz y seguridad. Es fundadora del Grupo de Reflexión sobre la Mujer Afgana, cuyo objetivo es mejorar la paz y la estabilidad con un enfoque de la investigación y defensa centrado en el género. Además, Rayed cofundó Democracy Pen, una organización sin ánimo de lucro que aboga por la democracia, la educación de las mujeres y la libertad de prensa.
También ha abogado por la solidaridad internacional entre los grupos de mujeres activistas y por abordar los retos a los que se enfrentan las mujeres en Afganistán, Irán y zonas sometidas a regímenes autoritarios. Rayed hace hincapié en la inclusión de las voces marginadas en los debates mundiales para promover la dignidad y la igualdad de la mujer.
Tras el colapso del gobierno de Afganistán en 2021, Rayed pidió exilio en Estados Unidos donde continúa con su labor académica y de defensa de los derechos de las mujeres afganas, contribuyendo al movimiento mundial por la igualdad de género.

## Reconocimientos
En 2022, Rayed recibió el premio a la Defensora del Año de Women in Government Relations, una entidad con sede en Estados Unidos. Este reconocimiento, que la señala como Defensora en Alza, fue el primero de este tipo concedido a una mujer afgana por su activismo y defensa del empoderamiento político de la mujer.